# Challenger de León 2023
El torneo Mextenis Leon Open 2023 fue un torneo de tenis perteneció al ATP Challenger Tour 2023 en la categoría Challenger 75. Se trató de la 18.ª edición, el torneo tuvo lugar en la ciudad de León (México), desde el 10 hasta el 16 de abril de 2023 sobre pista dura al aire libre.

## Jugadores participantes del cuadro de individuales
| Favorito | País                 | Jugador                | Rank1 | Posición en el torneo |
| -------- | -------------------- | ---------------------- | ----- | --------------------- |
| 1        | Bandera de Australia | James Duckworth        | 110   | Cuartos de final      |
| 2        | Bandera de Argentina | Facundo Bagnis         | 113   | Segunda ronda         |
| 3        | Bandera de Suiza     | Antoine Bellier        | 170   | Cuartos de final      |
| 4        | Bandera de Argentina | Renzo Olivo            | 190   | Segunda ronda         |
| 5        | Bandera de Francia   | Antoine Escoffier      | 197   | Primera ronda         |
| 6        | Bandera de Argentina | Thiago Agustín Tirante | 199   | Segunda ronda         |
| 7        | Bandera de Austria   | Maximilian Neuchrist   | 206   | Semifinales           |
| 8        | Bandera de Argentina | Juan Pablo Ficovich    | 223   | FINAL                 |

- 1 Se ha tomado en cuenta el ranking del 3 de abril de 2023.

### Otros participantes
Los siguientes jugadores recibieron una invitación (wild card), por lo tanto ingresan directamente al cuadro principal (WC):
- Rodrigo Pacheco Méndez
- Alan Fernando Rubio Fierros
- Facundo Bagnis

Los siguientes jugadores ingresan al cuadro principal tras disputar el cuadro clasificatorio (Q):
- Nick Chappell
- Jason Jung
- Christian Langmo
- Benjamin Lock
- Giovanni Mpetshi Perricard
- Adam Walton

## Campeones

### Individual Masculino
- Giovanni Mpetshi Perricard derrotó en la final a  Juan Pablo Ficovich, 6–7(5), 7–6(6), 7–6(3)

### Dobles Masculino
- Aziz Dougaz /  Antoine Escoffier derrotaron en la final a  Maximilian Neuchrist /  Michail Pervolarakis, 7–6(5), 3–6, [10–5]